# St. Johannis (Meldorf)

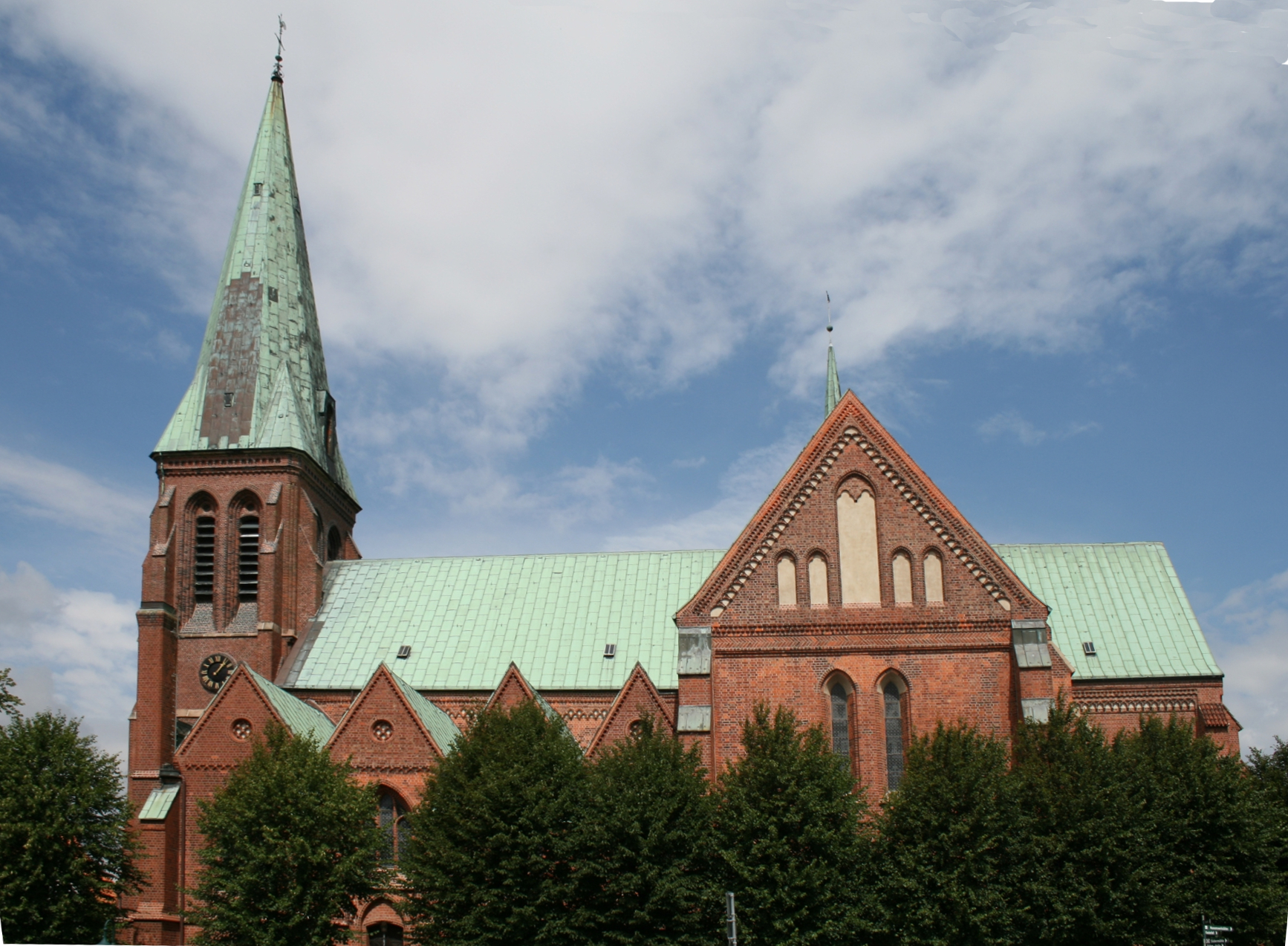
Meldorfer Dom

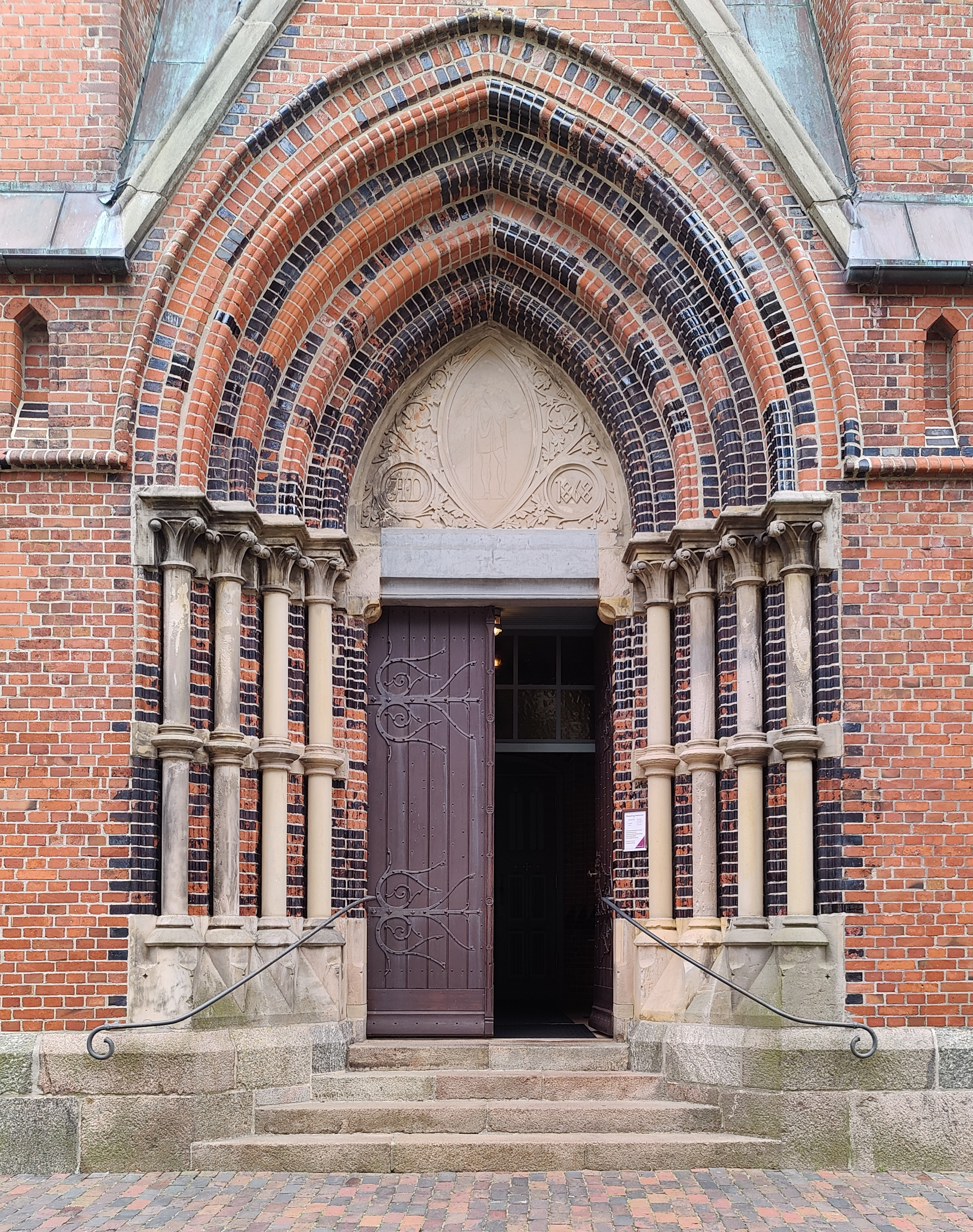
Portal

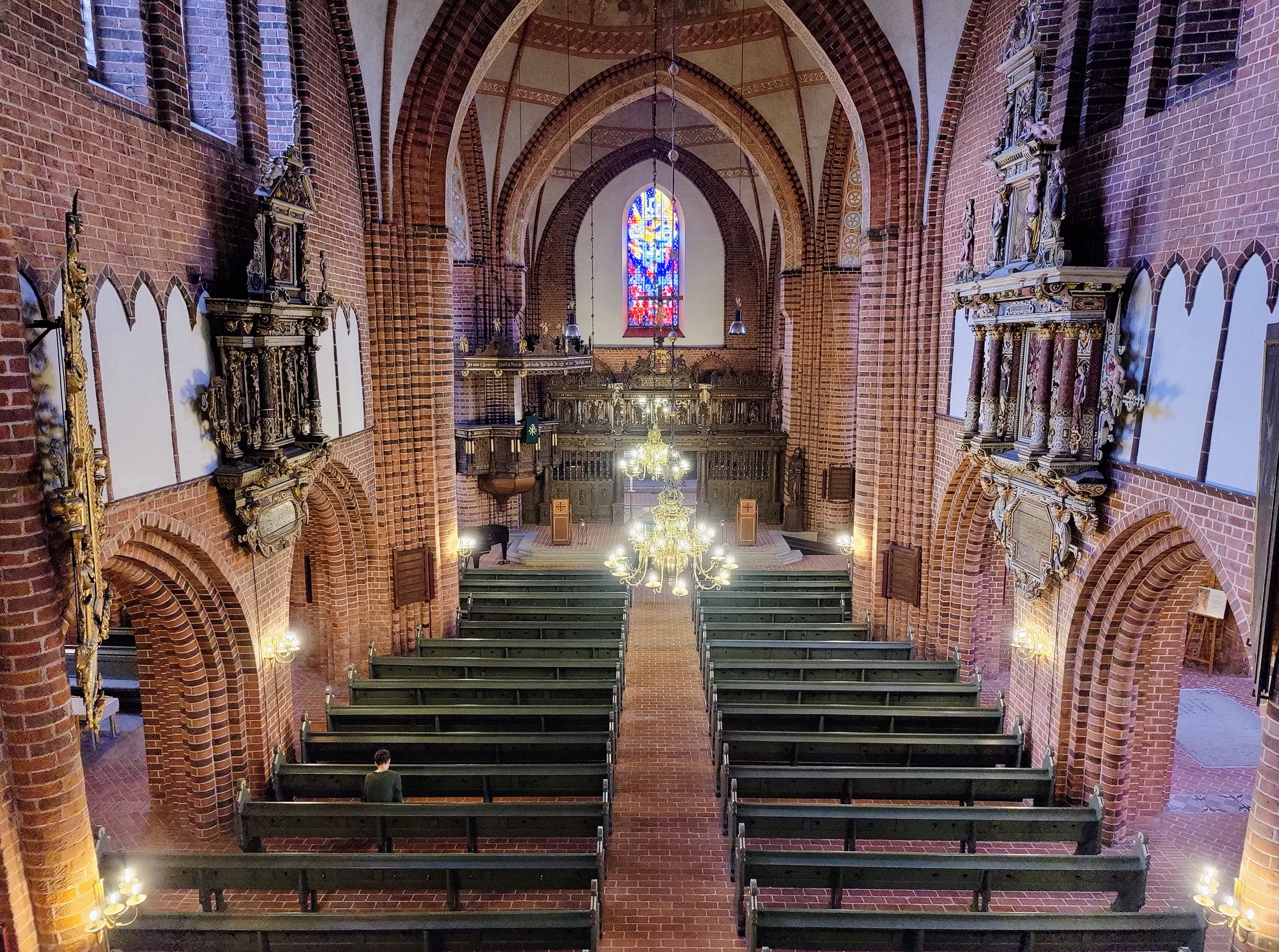
Innenansicht (2022)

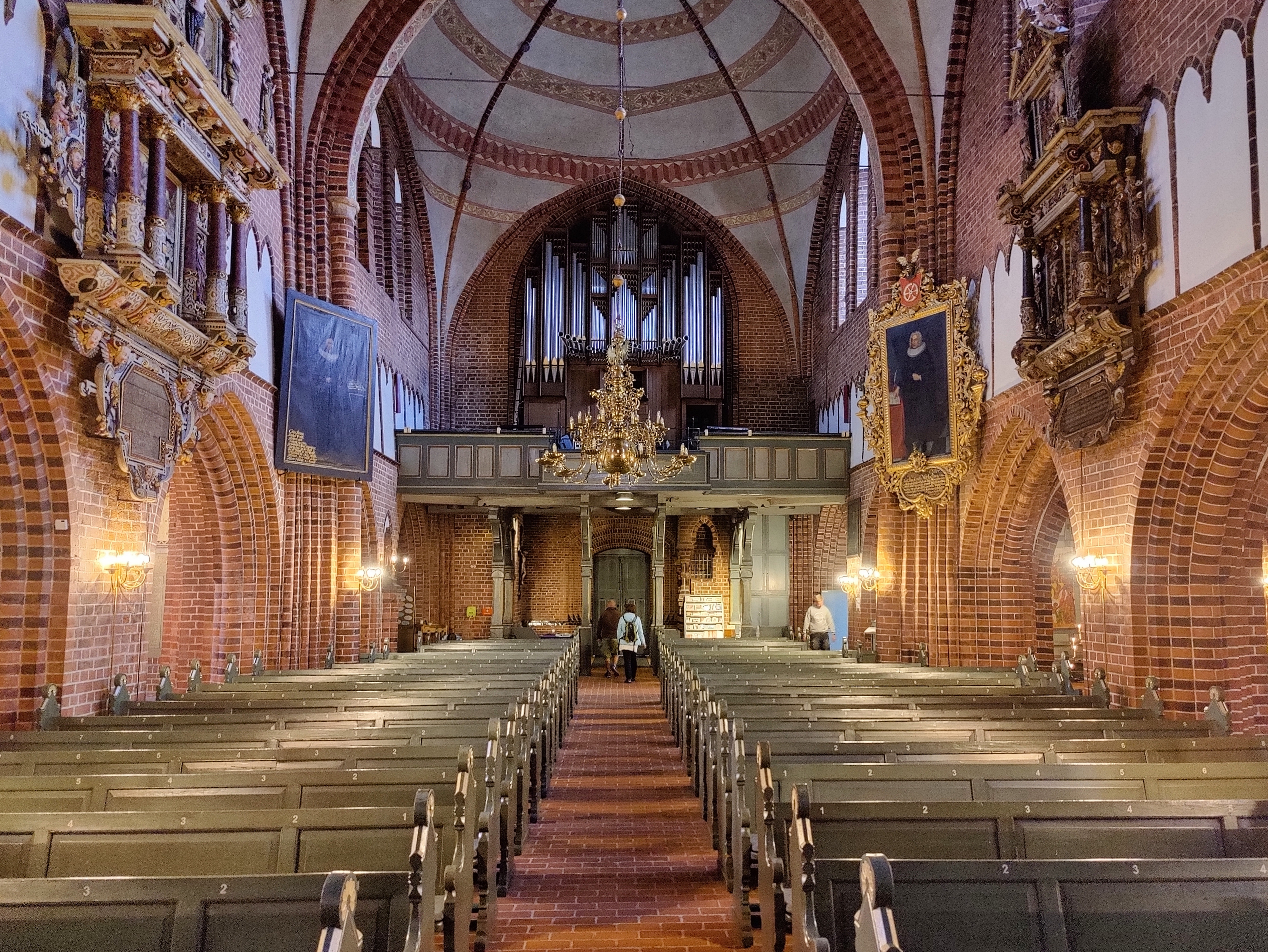
Blick zur Orgel

St. Johannis in Meldorf, häufig als Meldorfer Dom bezeichnet, ist eine Kirche in Dithmarschen an der schleswig-holsteinischen Westküste. Sie ist die Gemeindekirche der evangelisch-lutherischen Kirchengemeinde Meldorf, zugehörig zur Evangelisch-Lutherischen Kirche in Norddeutschland.

## Geschichte
Gebaut wurde das erste Domgebäude zwischen 810 und 826. Zuvor war Dithmarschen in der Folge der Schlacht auf dem Sventanafeld 798 an Karl den Großen gefallen, der die Christianisierung im Landstrich vorantrieb. Errichtet auf einer Geestzunge, stand die Kirche mit dem damaligen Küstenverlauf direkt an der Nordsee. Nach den Kirchen in Hamburg, Heiligenstedten und Schenefeld war es die vierte Kirche im nordelbischen Land.

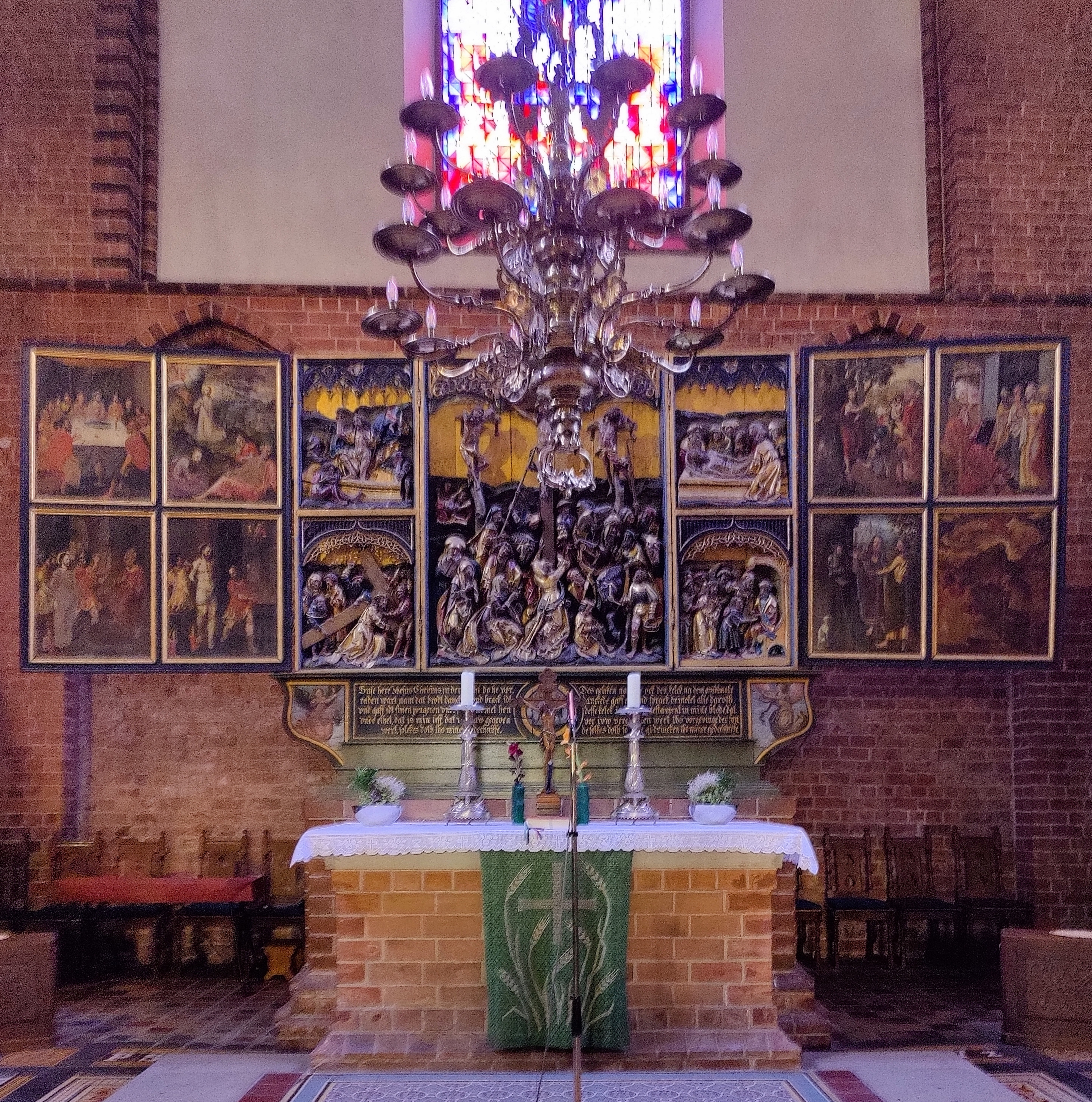
Altar

In der „Bischofsgeschichte der Hamburger Kirche“ des Adam von Bremen taucht sie auf als Primi ad oceanum sunt Tedmarsgoi, et eorum ecclesia mater in Melindorp, das heißt als Mutterkirche des Dietmargaus, also Dithmarschens. Bis ins 11. Jahrhundert war sie die einzige Kirche des Gebiets. Ab 1140 gehörte sie zum Hamburger Domkapitel, dem die Pfarrei später inkorporiert wurde. Im selben Jahr wurden erstmals die Tochterkirchen, die sogenannten „Urkirchspiele“ Tellingstedt, Süderhastedt, Weddingstedt in der Geest, Lunden, Büsum und Uthaven (vermutlich Brunsbüttel) genannt. In einer Aufstellung der Pfarrkirchen des Hamburger Domkapitels von 1334 ist es die mit 90 Mark am höchsten eingeschätzte Pfarrei Dithmarschens, im Propsteiregister von 1540 mit 40 Schilling nach Wesselburen (60 Schilling) die zweithöchste.
Das heutige Gebäude entstand zwischen 1250 und 1300, in der Zeit, als Dithmarschen de facto seine Unabhängigkeit gewann. In der Zeit der Bauernrepublik Dithmarschen diente der Dom als Versammlungsort der selbstständigen Kirchspiele, an dem die politischen Entscheidungen für ganz Dithmarschen getroffen wurden. Die Würdenträger trafen sich hier zum Schiedsgericht, zur Heerschau, zum Gottesdienst und zum Aushandeln von politischen Verträgen. 1524 trat von Meldorf aus die Reformation ihren Siegeszug in Dithmarschen an.
Heute ist hier der Sitz des Kirchenkreises Dithmarschen.

## Gebäude

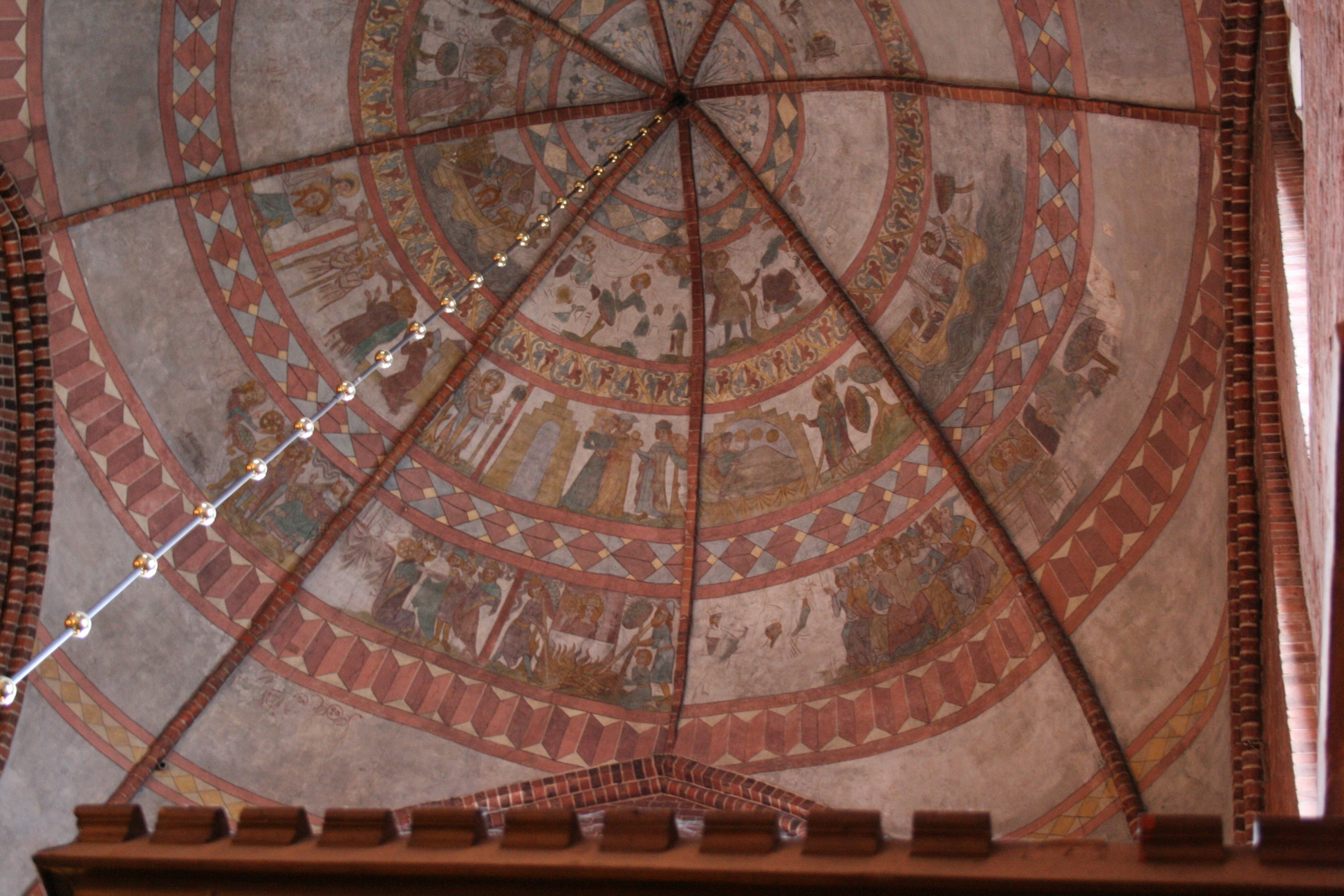
Malerei Südquerhausgewölbe

Das heutige Kirchengebäude entstand im 13. Jahrhundert als repräsentativer Bau im Stil der Backsteingotik. Es ist eine dreischiffige Basilika mit Querschiff und Chor. Im 15. Jahrhundert wurde das Südseitenschiff durch eine zweischiffige Halle ersetzt.
Nach einem Brand 1866, der die Kirche schwer beschädigte, wurde der jetzt 59 Meter hohe Turm neu gebaut. Auch das Äußere ist im Geschmack der Neugotik angereichert und neu verblendet. Das zuvor einheitlich längsgerichtete Dach wurde über der Südseite durch quergestellte Satteldächer mit Viergiebelfassade zum Markt hin ersetzt. 2009 wurden Gewölbe, Vierung und Orgel instand gesetzt.
Im Inneren des nur mäßig durchlichteten Mittelschiffs fallen die von je acht Rippen gestützten Domikalgewölbe auf, deren stark gebuste Wölbungen wie Kuppeln über jedem einzelnen Joch anmuten.

## Ausstattung

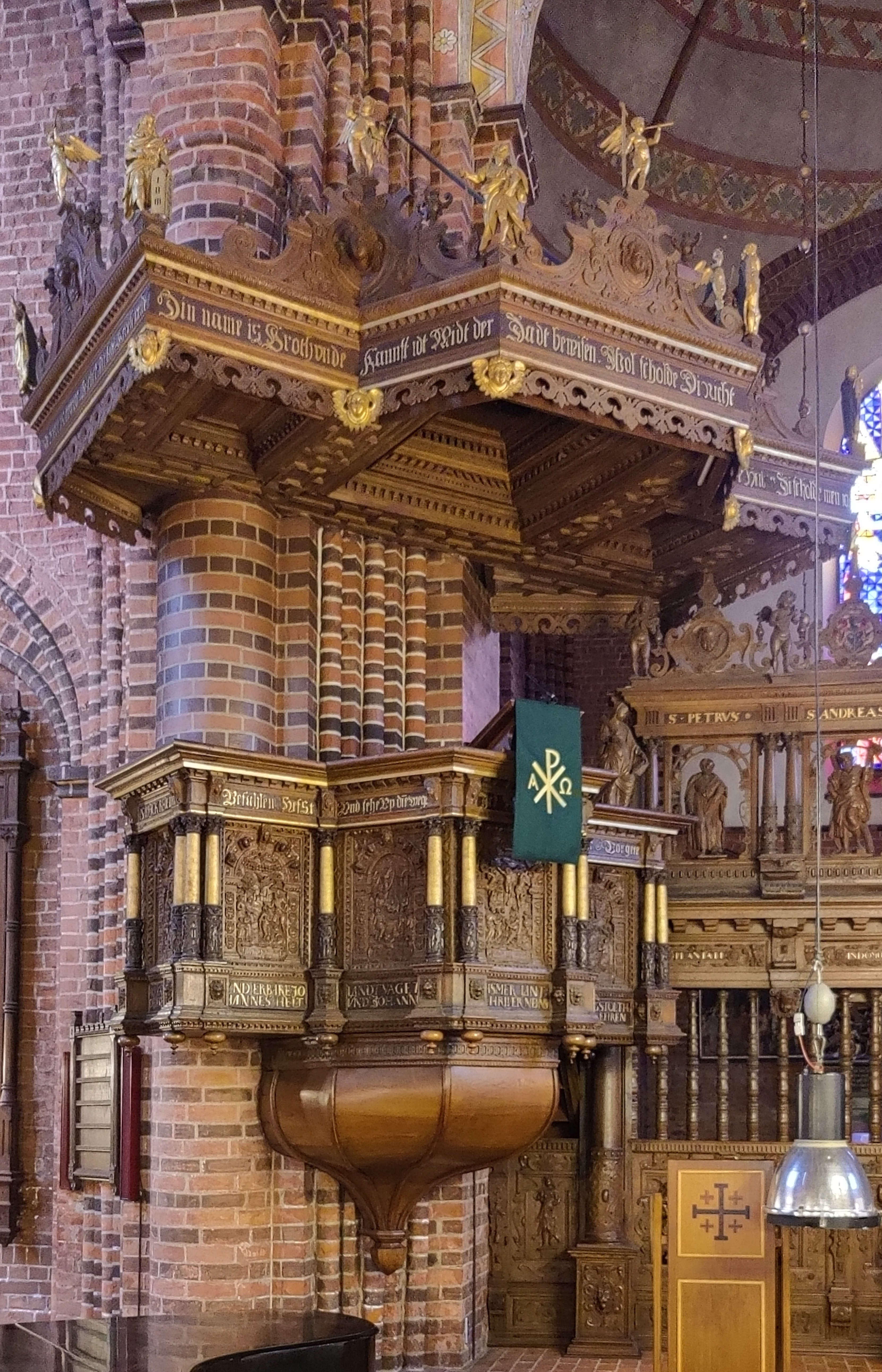
Kanzel

Bedeutende, aber stark erneuerte und übermalte Reste von Wandmalereien aus dem 13. Jahrhundert in den Gewölben sind ein Beleg vom Reichtum der Bauernrepublik Dithmarschen, auch wenn sie im Dunkel des Raumes nur schwer erkennbar sind. Im Nordquerhaus entwickelt sich die bilderreiche Heilsgeschichte vom Alten bis zum Neuen Testament in konzentrisch angeordneten Zonen. Das Nordquerhaus zeigt Szenen aus den Legenden der Heiligen Nikolaus, Christophorus, Veronika und Katharina. Gänzlich frei erfunden sind die Ornamente der übrigen Gewölbe.
Der heutige Hauptaltar im Chor („Passionsaltar“), enthält einen geschnitzten Schrein, der zu Seiten eines figurenreichen Kalvarienbergs die Nebenszenen Christus vor Pilatus, Kreuztragung, Grablegung und Auferstehung zeigt. Um 1520 wurde er von einem unbekannten Schnitzer gefertigt, der vielleicht in Süddeutschland gelernt hatte. Wohl 1572, als man dieses Retabel als Ersatz für einen älteren Altar in den Chor versetzte, versah man ihn mit neuen Flügeln, die weitere, gemalte Passionsszenen sowie Bilder aus der Legende des Kirchenpatrons zeigen.
An der Ostwand des Südquerhauses ist der „Klotzius-Altar“ montiert, ein Retabel heute ohne Altartisch, das 1698 vom königlichen Landschreiber und seiner Ehefrau gestiftet wurde. Ein flacher Architekturaufbau mit Akanthusornamenten rahmt die Kreuzigung.

Als Stiftung königlicher Beamter wurde 1601–1602 die Kanzel im Stil der späten Renaissance aufgestellt, sieben Reliefs aus dem Leben Jesu umgeben den Kanzelkorb. Im Jahr darauf entstand das Chorgitter, ein in protestantischen Kirchen selten erhalten gebliebenes Ausstattungsstück. Der Bildschnitzer Hans Peper und der Schreiner Thies Witt aus Rendsburg schufen das ebenfalls von einem Beamten des dänischen Königs gestiftete Werk. Sein unbemaltes Eichenholz ist nur sparsam vergoldet, aber mit freistehenden Figuren von sieben Aposteln und vier Tugenden ausgestattet, dazu in der Bekrönung mit dem Wappen des Königs und einem Kruzifix mit Adam und Eva.
Das auf drei Trägerfiguren stehende Bronzetaufbecken wurde gegen 1300 gegossen, der darüber aufgehängte Taufdeckel 1688 geschnitzt.
Zur reichen Ausstattung gehören ferner: Ein Dreisitz an der Chornordwand, um 1500, eine lebensgroße Kreuzigungsgruppe, ein Johannes der Täufer am südöstlichen Vierungspfeiler, eine Hl. Gertrud, alle aus dem späteren 15. Jahrhundert; Bildnisse von Pröpsten, vier durch ihre Größe beeindruckende Epitaphien aus dem Umkreis oder der Werkstatt des Schnitzers Johann Peper: (Unbekannt, 1593; Grevenstein, 1602; Steinhausen, 1602; Wasmer, 1605). Das Epitaph für Klotz von 1697 wird Thomas Quellinus zugeschrieben. Ein Epitaph für Clawes von 1592 hat die Form eines auf Holz gemalten Tafelbildes mit einer Darstellung der Samariterin am Brunnen.
Die Glasfenster, deren Farbigkeit zum Altarraum hin zunimmt, schuf Siegfried Assmann in den 1960er Jahren.

## Orgeln

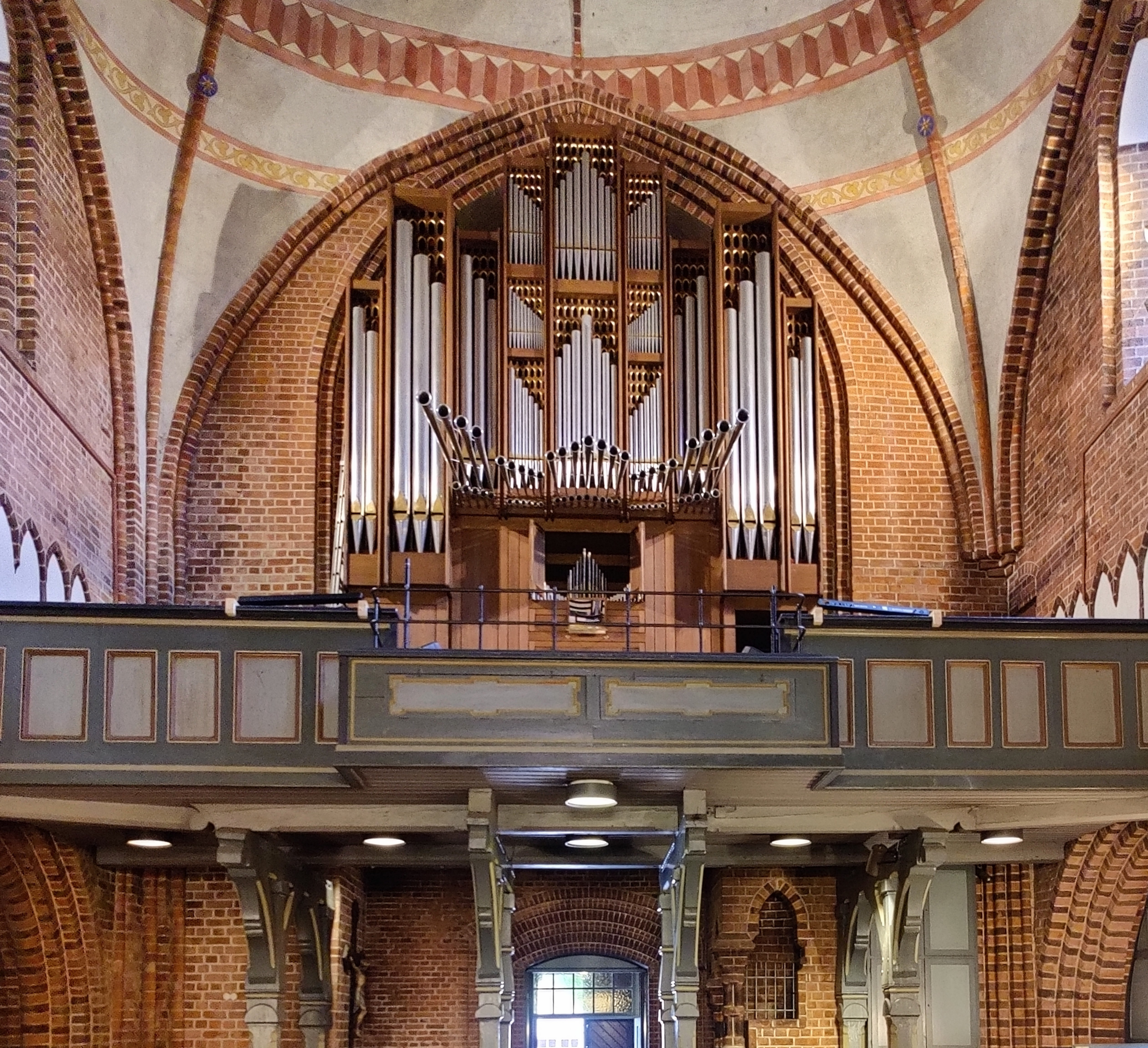
Hauptorgel

Die Hauptorgel der Sankt-Johannis-Kirche wurde 1977 von der Orgelbaufirma Marcussen & Søn (Apenrade, Dänemark) mit 42 Registern auf drei Manualen und Pedal erbaut und 2010 um ein tiefes Pedalregister ergänzt. Die Disposition lautet:
| I Schwellwerk C–g3 |            |        |
| 1.                 | Rohrflöte  | 8′     |
| 2.                 | Spitzgamba | 8′     |
| 3.                 | Schwebung  | 8′     |
| 4.                 | Prinzipal  | 4′     |
| 5.                 | Gemshorn   | 4′     |
| 6.                 | Nasat      | 2 ⁄3′  |
| 7.                 | Waldflöte  | 2′     |
| 8.                 | Terz       | 1 3⁄5′ |
| 9.                 | Sifflöte   | 1′     |
| 10.                | Mixtur IV  |        |
| 11.                | Dulzian    | 16′    |
| 12.                | Oboe       | 8′     |

| II Hauptwerk C–g3 |                |       |
| 13.               | Gedacktpommer  | 16′   |
| 14.               | Prinzipal      | 8′    |
| 15.               | Spitzflöte     | 8′    |
| 16.               | Oktave         | 4′    |
| 17.               | Rohrflöte      | 4′    |
| 18.               | Quinte         | 2 ⁄3′ |
| 19.               | Oktave         | 2′    |
| 20.               | Mixtur V-VI    |       |
| 21.               | Zimbel III     |       |
| 22.               | Trompete       | 8′    |
| 23.               | Span. Trompete | 8′    |

| III Brustwerk C–g3 |                |       |
| 24.                | Gedackt        | 8′    |
| 25.                | Quintatön      | 8′    |
| 26.                | Koppelflöte    | 4′    |
| 27.                | Prinzipal      | 2′    |
| 28.                | Spitzquinte    | 1 ⁄3′ |
| 29.                | Sequialtera II | 2 ⁄3′ |
| 30.                | Scharff III-IV |       |
| 31.                | Krummhorn      | 8′    |
|                    | Tremulant      |       |
|                    | Zimbelstern    |       |

| Pedal C–f1 |               |            |
| 32.        | Prinzipal     | 16′        |
| 33.        | Subbass       | 16′        |
| 34.        | Oktave        | 8′         |
| 35.        | Gedackt       | 8′         |
| 36.        | Oktave        | 4′         |
| 37.        | Nachthorn     | 2′         |
| 38.        | Hintersatz IV |            |
| 39.        | Posaune       | 16′        |
| 40.        | Fagott        | 16′        |
| 41.        | Trompete      | 8′         |
| 42.        | Trompete      | 4′         |
| 43.        | Untersatz     | 32′ (2010) |

- Koppeln: I/II, III/II, I/P, II/P, III/P
- Nebenregister: Zimbelstern
- Spielhilfen: Elektronische Setzeranlage mit 3840 Kombinationen.

Außerdem befindet sich im Chorraum eine Eigenbau-Chororgel mit einem Manual und angehängtem Pedal und 7 Registern von 1982.

## Pastoren (Auswahl)
- Johannes Clüver (1593–1633), Diakon von 1614 bis 1621 und Propst von 1630 bis 1633
- Ernst Mohr (1895–1974), Propst von 1949 bis 1961

## Kantoren (Auswahl)
- Jacob Piening (ab 1826), Vater des niederdeutschen Autors Theodor Piening

- LKMD Dr. Peter Mohr (1950–1986)
- Paul Nancekievill (1986–2018)
- Anne Michael (2018–2023)
- Giulia Corvaglia (seit 2024)